# Macrochlaena
Macrochlaena is een geslacht van inktvissen uit de familie van Octopodidae.

## Soorten
- Macrochlaena winckworthi (Robson, 1926)